# Васецький Григорій Степанович (філософ)
Григо́рій Степа́нович Васе́цький (*10 (23) січня 1904 — † 1983) — російський філософ. Доктор філософських наук. Професор.

## Біографія
1927 року закінчив Херсонський педагогічний інститут.
У 1946—1947 роках був директором Інституту філософії АН СРСР.
Від 1946 року — професор Академії суспільних наук при ЦК КПРС.
Від 1949 року — професор Московського університету.